# Way Too Cool 50K Endurance Run
La Way Too Cool 50K Endurance Run, aussi appelée Way Too Cool 50K Trail Run, Way Too Cool 50K ou WTC 50K, est un ultra-trail de 50 kilomètres organisé chaque année en Californie, aux États-Unis. Il se dispute vers la deuxième semaine de mars sur un parcours en boucle dont le départ et l'arrivée se trouvent à Cool, dans le comté d'El Dorado. La première édition a eu lieu en 1990. La course s'est appelée Cool Canyon Crawl de 1994 à 1997.

## Palmarès
| Édition | Date         | Hommes | Hommes                                  | Hommes          | Femmes | Femmes                      | Femmes          |
| ------- | ------------ | ------ | --------------------------------------- | --------------- | ------ | --------------------------- | --------------- |
|         |              | Rang   | Athlète                                 | Temps           | Rang   | Athlète                     | Temps           |
| 1re     | 10 mars 1990 | 1er    | Dennis Rinde                            | 3 h 53 min 44 s | 14e    | Pam Martin                  | 4 h 44 min 37 s |
| 2e      | 9 mars 1991  | 1er    | Tom Johnson                             | 3 h 39 min 31 s | 34e    | Rachael Procter             | 4 h 52 min 19 s |
| 3e      | 14 mars 1992 | 1er    | Sean Crom                               | 3 h 41 min 51 s | 22e    | Rachel Atchley              | 4 h 31 min 50 s |
| 4e      | 13 mars 1993 | 1er    | Rich Hanna                              | 3 h 36 min 06 s | 7e     | Ann Trason                  | 3 h 59 min 32 s |
| 5e      | 12 mars 1994 | 1er    | Rich Hanna — 2e victoire                | 3 h 30 min 44 s | 16e    | Luanne Park                 | 4 h 12 min 15 s |
| 6e      | 11 mars 1995 | 1er    | Dave Scott                              | 3 h 56 min 55 s | 1re    | Ann Trason — 2e victoire    | 3 h 56 min 55 s |
| 7e      | 9 mars 1996  | 1ers   | Carl Andersen Tom Johnson — 2e victoire | 3 h 41 min 37 s | 28e    | Karen Brown                 | 4 h 27 min 34 s |
| 8e      | 15 mars 1997 | 1er    | Tom Johnson — 3e victoire               | 3 h 37 min 12 s | 31e    | Kim Bruyn                   | 4 h 24 min 04 s |
| 9e      | 14 mars 1998 | 1er    | Mark Richtman                           | 3 h 48 min 27 s | 15e    | Luanne Park — 2e victoire   | 4 h 13 min 01 s |
| 10e     | 13 mars 1999 | 1er    | Carl Andersen — 2e victoire             | 3 h 39 min 57 s | 13e    | Karen Brown — 2e victoire   | 4 h 09 min 14 s |
| 11e     | 11 mars 2000 | 1er    | Rich Hanna — 3e victoire                | 3 h 45 min 07 s | 17e    | Luanne Park — 3e victoire   | 4 h 18 min 58 s |
| 12e     | 10 mars 2001 | 1er    | Nate McDowell                           | 3 h 36 min 57 s | 29e    | Emma Davies                 | 4 h 19 min 39 s |
| 13e     | 9 mars 2002  | 1er    | Carl Andersen — 3e victoire             | 3 h 31 min 58 s | 27e    | Mary Churchill              | 4 h 13 min 21 s |
| 14e     | 8 mars 2003  | 1er    | Uli Steidl                              | 3 h 18 min 17 s | 18e    | Liz Gottlieb                | 4 h 02 min 43 s |
| 15e     | 13 mars 2004 | 1er    | Dave Mackey                             | 3 h 32 min 51 s | 19e    | Anthea Schmid               | 4 h 16 min 32 s |
| 16e     | 12 mars 2005 | 1er    | Dave Mackey — 2e victoire               | 3 h 39 min 28 s | 12e    | Nikki Kimball               | 4 h 11 min 07 s |
| 17e     | 11 mars 2006 | 1er    | Phil Kochik                             | 3 h 37 min 56 s | 19e    | Joelle Vaught               | 4 h 17 min 56 s |
| 18e     | 10 mars 2007 | 1er    | Lewis Taylor                            | 3 h 41 min 50 s | 18e    | Beverley Anderson-Abbs      | 4 h 07 min 52 s |
| 19e     | 8 mars 2008  | 1er    | Todd Braje                              | 3 h 32 min 13 s | 23e    | Susannah Beck               | 3 h 55 min 22 s |
| 20e     | 14 mars 2009 | 1er    | Leor Pantilat                           | 3 h 39 min 52 s | 24e    | Caitlin Smith               | 4 h 12 min 21 s |
| 21e     | 13 mars 2010 | 1er    | Leor Pantilat — 2e victoire             | 3 h 41 min 48 s | 15e    | Joelle Vaught — 2e victoire | 4 h 13 min 54 s |
| 22e     | 12 mars 2011 | 1er    | Mike Wolfe                              | 3 h 28 min 01 s | 17e    | Joelle Vaught — 3e victoire | 4 h 02 min 25 s |
| 23e     | 10 mars 2012 | 1er    | Gary Gellin                             | 3 h 27 min 43 s | 10e    | Tyler Stewart               | 3 h 49 min 37 s |
| 24e     | 9 mars 2013  | 1er    | Max King                                | 3 h 08 min 50 s | 23e    | Meghan Arbogast             | 4 h 06 min 45 s |
| 25e     | 8 mars 2014  | 1er    | Chris Vargo                             | 3 h 16 min 51 s | 10e    | Magdalena Lewy-Boulet       | 3 h 53 min 09 s |
| 26e     | 7 mars 2015  | 1er    | Patrick Smyth                           | 3 h 04 min 48 s | 10e    | Megan Roche                 | 3 h 41 min 56 s |
| 27e     | 5 mars 2016  | 1er    | David Roche                             | 3 h 16 min 42 s | 15e    | Megan Roche — 2e victoire   | 3 h 42 min 24 s |
| 28e     | 4 mars 2017  | 1er    | Cody Reed                               | 3 h 19 min 43 s | 14e    | Megan Roche — 3e victoire   | 3 h 52 min 41 s |
| 29e     | 3 mars 2018  | 1er    | Max King — 2e victoire                  | 3 h 18 min 04 s | 13e    | Ladia Albertson-Junkans     | 3 h 44 min 01 s |
| 30e     | 2 mars 2019  | 1er    | Anthony Costales                        | 3 h 17 min 21 s | 19e    | Clare Gallagher             | 3 h 53 min 10 s |
| 31e     | 7 mars 2020  | 1er    | Darren Thomas                           | 3 h 18 min 04 s | 20e    | Kimber Mattox               | 3 h 49 min 57 s |